# Kašgora
Kašgora (mezinárodní zkratka WAS) je textilní vlákno ze srsti kříženců angorského kozla s divokou kozou.

## Z historie kašgory
První doložené křížení pochází z roku 1826 ve Francii. V roce 1988 byla kašgora uznána mezinárodní vlnařskou organizací jako zvláštní druh živočišného vlákna. Po počátečním nadšení se však v posledním desetiletí 20. století snížila produkce odchlupené kašgorové vlny ze 200 na 60 ročních tun (v roce 2001 se prodával kilogram kašgory 20 µm za 45 USD). V 21. století se chovají kašgorské kozy ve větším množství jen na Novém Zélandu a v Austrálii.

## Vlastnosti
Vlna se stříhá dvakrát ročně se ziskem 200–1300 g vlákna. Srst sestává z asi 50 % z vláken s jemností 17–23 µm a délkou 30–90 mm a asi polovina jsou chlupy s tloušťkou nad 30 µm. Jemná vlákna jsou lesklá jako mohér, převážně bílá, s hebkým omakem.

## Použití
Po odchlupení se kašgora dá zpracovávat stejným způsobem jako ovčí vlna.
Tkaniny se používají na kabáty, saka, šály a přikrývky
Pleteniny se po strojním praní srážejí a splsťují, avšak jen málo žmolkují.